# 漢口租界
漢口租界（かんこうそかい、中: 汉口租界、拼音: Hànkǒu zūjiè）は、中国の湖北省武漢市にかつて存在した租界。清朝末期の1861年から第二次世界大戦中の1943年まで、漢口に設けられた列強各国の租界のことをまとめて漢口租界と呼ぶ。
阿片戦争（1840-1842年）、第二次阿片戦争（1856-1860年）、日清戦争（1894-1895年）などに敗北した清国は、次々と列強各国との間に不平等条約を結ばされた。その結果、中国大陸各地の港が条約港として開港させられ、上海、天津、漢口、広州などには租界が設けられた。
漢口には長江上流より、イギリス租界（1861年〜1927年）、ロシア租界（1896年〜1924年）、フランス租界（1896年〜1943年）、ドイツ租界（1895年〜1919年）、日本租界（1898年〜1938年8月・1938年10月〜1943年）が設けられた。最初に開設されたイギリス租界には列強の多くの企業が進出し漢口地区の経済の中心地となっていった。漢口の中心となったイギリス租界から最も遠くに造らざるをえなかった日本租界は、漢口城壁外の低湿地に設けられたため長江の洪水に悩まされそれほど繁栄することはなかった。

## イギリス租界

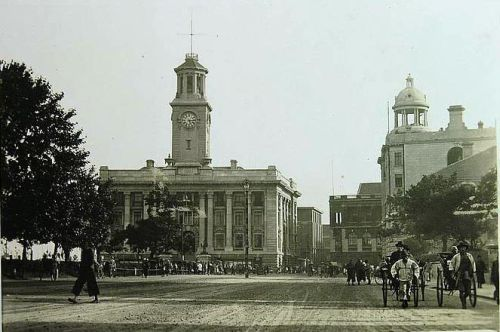
江漢関（1927年）

第二次阿片戦争（1856-1860年）後に結ばれた北京条約により、同戦争中の1858年にロシア・アメリカ・イギリス・フランスと清国が結んだ天津条約の完全履行が定められた。この天津条約により長江沿いの南京や漢口など複数の港が開港された。中国大陸の南北を結ぶ京漢鉄路予定路線と東西を結ぶ長江水運の結節点としての漢口の重要性を認識したイギリスは、1861年にハリー・パークス卿が乗艦した海軍艦を派遣して中国側に圧力を掛け漢口に租界を設けることを認めさせた。日清戦争が始まるまでは、イギリス租界が漢口に作られた唯一の租界であった。
1927年、武漢国民政府の治外法権撤廃要求を受け入れたイギリス政府は漢口イギリス租界を廃止することに同意し、3月に漢口イギリス租界は国民政府に回収された。

### 現存する歴史的建築物
- 江漢関（現 江漢関博物館） 沿江大道95号
- 日清洋行 （現 商店及び好百年飯店） 沿江大道131号
- 台湾銀行 漢口分行（現 中国人民銀行 武漢市分行） 江漢路21号
- 中国産業銀行（現 中信銀行 江漢路支行） 江漢路22号
- 四明銀行 漢口分行 江漢路45号
- 上海銀行 漢口分行（現 中国工商銀行 武漢漢口支行） 江漢路60号
- 大清銀行（現 中国銀行 武漢漢口支行） 中山大道593号
- 国貨公司（現 中心百貨・中百商廈） 江漢路129号
- 亜細亜火油公司（現 臨江飯店） 沿江大道148号
- 花旗銀行 青島路141号
- 麦加利銀行（現 中国銀行 武漢青島路支行） 洞庭街41号
- 横浜正金銀行 沿江大道129号
- 金城銀行（現 武漢美術館） 保華街2号

## ロシア租界

### 現存する歴史的建築物
- アメリカ領事館 （現 武漢市人事局） 車站路1号
- 「中国鉄道の父」詹天佑故居 洞庭街65号

## フランス租界

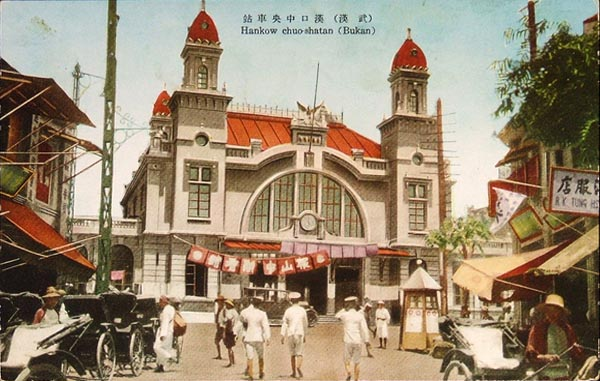
京漢鉄路 大智門站（1927年）

第二次阿片戦争（1856-1860年）後に漢口が開港され、イギリスが租界を設けた翌年の1862年に、フランスは漢口に領事館の開設を決めた。経済利権を確保するために1885年には商館も設けた。1896年に清国との間で「漢口法租界租約」を締結し、フランスとして上海、天津、広東に次ぐ4つめとなる租界を漢口に開設した。
1905年には北京と漢口を結ぶ京漢鉄路が開通し、租界に開業したフランス企業は20社、現地を含むフランス資本以外の会社等は250社に達したという。租界に滞在するフランス人居留民は1932年に最大の654人に達した。
フランス租界の面積は漢口にある列強5カ国の中で最も狭い33ヘクタールしか無かったが、京漢鉄路の漢口側ターミナル駅である大智門站と長江水運の漢口桟橋という2つの交通結節点を持つ利点を活かし、両者を結ぶ直線道路を建設し租界発展の基盤とした。租界内はl'Hôtel Terminusやle Hankow Hotel, l'Hôtel de Franceなどのホテル、カフェ、劇場や映画館が建ち並び繁栄した。インドシナ銀行やCrédit foncier d'Extrême-Orientなどの銀行支店が作られ、輸出入を担う商社、力車を製造する工場や醸造所などが作られた。
1943年、フランスは租界を放棄し中国（汪兆銘政権）が回収した。1944年には日中戦争に伴った米軍による漢口大空襲があり、全てのフランス人が漢口租界地であった場所から引き揚げた。

### 現存する歴史的建築物
- 大智門站 京漢大道1232号
- フランス領事館跡 洞庭街81号

## 日本租界
漢口の地政学的重要性を認識した日本政府は、1866年に領事館を開設したが、企業の海外進出が本格化する前であったため、漢口に進出する日本企業は皆無であった。そのため、領事館はいったん閉鎖された。その後、日清戦争（1894-1895年）の講和条約である下関条約が結ばれ、天津、上海などと共に漢口に租界を設ける権益が日本に与えられた。1898年、清国と日本の間に「漢口日本居留地取極書」が締結され、日本租界が中心街から最も遠いドイツ租界の北側の沼地に設けられることとなった。列強が既に租界を設けて権益を確保していた漢口で、日本が得ることが出来たのは漢口城壁外の低地しかなかったため、日本租界は毎年のように浸水害に遭った。1931年の長江大水害では壊滅的被害を受けた。
租界経営には定期航路の開設と維持が重要であるが、租界開設当初は日系企業の進出が少なく物流需要も低調であったため、大阪商船が行った上海・漢口路線は日本政府の補助金なしには維持できなかったとされる。日本租界の商工業の発展がその他の租界地区に比べて遅れており、欧米系の企業進出に圧倒されている状況だという記述が、1904年4月の漢口日本総領事館の報告のなかでも確認することが出来る。日露戦争（1904年-1905年）の時期より日本人の漢口への進出が活発となり、1901年に74人であった日本人居留者は、1905年に528人となり租界を置いている各国の中で最大の人口を擁するに至った。翌年の1906年には更に居留者数が増え1062人となっていた。外交官水野幸吉は日露戦争を前後した時期の日本商人の非常なる増加を指摘し、日信洋行、東興洋行（綿花・雑穀の輸出と綿糸の輸入業）のほか13社の名前を挙げている。日本の長江航路への進出も活発になり、1906年には神戸と漢口を直接結ぶ航路が日本郵船により開設されている。
1907年には「拡張居留地取極書」を締結し租界を長江下流に向かって拡張し、日本租界は現在の六合路を南端、盧溝橋路を北端、西端を中山大道（京漢鉄路跡）、東端を長江で囲まれた地区となった。日本租界の拡大に伴い、在漢口日本領事館は総領事館に昇格し、天津、上海に並ぶ位置に格上げされた。
辛亥革命（1911年-1912年）の幕開けとなる1911年10月10日に勃発した武昌起義（武昌蜂起）では、清朝と革命軍の交戦が日本租界付近で行われたため、多くの居留民が上海などに避難した。居留民数は1910年に1229人だったものが、1912年に973人まで落ち込んだが、その後第一次世界大戦に伴う好景気の影響で1917年には2045人まで再び増加している。
辛亥革命後の軍閥割拠状態になった中華民国で、蒋介石が指揮する北伐軍が1926年に武漢を占領し国共合作の武漢国民政府を開いた。日本は租界という特殊な法的領域を持っていたため、北伐開始当初は対外中立を標榜していた。しかし、革命軍と北京政府の衝突が激しくなったため、長江に停泊していた軍艦堅田やそこから上陸した海軍陸戦隊で租界防衛を行うことになる。民族意識の高まっていた中国人と日本軍水兵の衝突事件がしばしば起こる中で、1927年には国民革命軍と暴徒が日本租界に乱入し略奪、破壊を行った漢口事件も起こった。中国人の民族意識の高揚により、日本と中国が互いに国際法の秩序を守っていくためには、日本租界の返還という決断が必要であったが、それを実現することは非常に難しかった。
1931年には長江大水害で壊滅的被害を受け、電気や水道の断絶だけでなく租界の都市機能もほぼ麻痺した。この水害の直後には満州事変（1931年-1932年）と上海事変（1932年）が起こり、租界経営は非常に困難になり居留民も徐々に減っていった。1937年日中戦争が勃発する。1937年8月に居留民1787人のうち2人を残して引き揚げを完了し中国政府が代理管理することとなる。翌1938年8月に日本租界は中国に回収された。しかし、1938年10月に日本軍が武漢を完全に占領したため租界の再開が宣言された。
1943年3月、日本軍の撤退に伴い日本租界は中国の汪兆銘政権に回収された。

### 現存する歴史的建築物
- 日本領事館（現 匯申大酒店） 沿江大道234号
- 大石洋行（現 八路軍武漢弁事処旧址） 長春街57号[3]
- 漢口放送班（現 日偽漢口放送局旧址） 勝利街171号
- 軍官宿舎旧址 勝利街272号
- 日華精油社宅（現 漢口新四軍軍部歴史陳列館） 勝利街332号

## 交通機関
- 武漢地下鉄2号線, 6号線 江漢路駅（江汉路站）
- 武漢地下鉄1号線 三陽路駅（三阳路站）、黄浦路駅（黄浦路站）

## 参照項目
- 三教街 (現在名：鄱陽街)